# Černovice (Vysočina)
Černovice (in tedesco Cernowitz o Tschernowitz) è una città della Repubblica Ceca facente parte del distretto di Pelhřimov, nella regione di Vysočina.